# Едунов, Алексей Владимирович
Алексей Владимирович Едунов (род. 11 марта 1986, Москва) — российский футболист, полузащитник, футбольный тренер.

## Клубная карьера
Воспитанник московской «Смены». В 2004 провел 4 матча за дублирующий состав «Шинника», после перешёл в клуб «Биохимик-Мордовия», но игр там не провел. В 2005 году Едунов попытался трудоустроиться в клубе первой лиги и очутился в «Анжи». Но поначалу закрепиться в составе не смог и был отдан на полгода в аренду в клуб «Нара-Десна» Наро-Фоминск. Возвращение в «Анжи» получилось успешным. В 2007 году Едунов, выступавший и в центре, и на флангах полузащиты, стал твердым игроком основного состава. За сезон провел 33 матча и забил 3 мяча. Омари Тетрадзе привил Едунову новые навыки, например, улучшил игру в обороне, после чего перевёл нападающего из линии атаки в полузащиту. У Едунова не сложились отношения с руководством клуба. Перейти в команду Премьер-Лиги не удалось, а играть в первом дивизионе больше не хотелось. Тут возник вариант с трнавским «Спартаком», с которым был подписан контракт на полтора года. Однако за основной состав словацкого клуба так и не сыграл. В начале 2009 года побывал на предсезонном сборе на Кипре с «Балтикой», однако контракт с ней не был подписан. Перебрался в новороссийский «Черноморец», где провел первый круг в первом дивизионе. В матче 9-го тура с клубом «КАМАЗ» (1:0) стал автором 1000-го гола «Черноморца», забитого в ворота соперников, в российской истории клуба. Второй круг провёл в новотроицкой «Носте». Оба клуба по результатам сезона покинули дивизион.
В январе 2012 года перешёл в «Градец-Кралове». 18 февраля 2012 года дебютировал в чемпионате Чехии. Летом 2013 года «Сибирь» объявила о подписании Едунова. Первый матч за новосибирцев провел 7 июля, заменив на 73 минуте Рыжкова. В 2015 году ушёл из клуба. Выступал за клубы ЛФЛ.
С 2024 года — главный тренер молодёжной команды клуба «Ростов». В сезоне 2023 года под его руководством команда «Ростова» из игроков 2006 года рождения стала серебряным призёром ЮФЛ.